# メンタルモデル
メンタルモデル（英: mental model）とは、頭の中にある「ああなったらこうなる」といった「行動のイメージ」を表現したものである。表象 (representation) と密接な関係を持つ。

## 概要
メンタルモデルは、外界の現実を仮説的に説明するべく構築された内的な記号または表現であり、認識と意思決定において重要な役割を果たす。メンタルモデルが構築されると、時間とエネルギーを節約する手段として慎重に考慮された分析を置換する。
単純な例として、「野生動物は危険だ」というメンタルモデルがあるとする。このメンタルモデルを保持する人は、野生動物に遭遇したとき反射的に逃げようとするだろう。これは自身のメンタルモデルを適用した結果であり、野生動物に対するメンタルモデルが形成されていない人や違うメンタルモデルを保持している人はこのような反応はしないと考えられる。

## 歴史
この用語は1943年、Kenneth Craik が著書 The Nature of Explanation で初めて使ったとされている。Craik は自転車事故で早世したため、その考え方は深く練られることはなかった。Craik 以前、Georges-Henri Luquet がこの考え方をある程度進展させていた。彼の著書 Le dessin enfantin（1927年、Alcan）によると、子供が明らかに「内的モデル (internal model)」を構築していると主張し、ジャン・ピアジェらに影響を及ぼした。
1983年、Mental Models と題した本が2つ出版された。1つはプリンストン大学教授の Philip Johnson-Laird の著書である。もう1つは Dedre Gentner と Albert Stevens が編集した論文集である。この本の冒頭の一文がメンタルモデルという考え方をよく表している。
「この章の1つの機能は、明らかなことを強調することである。すなわち、世界、自分自身、自身の能力、実行するよう求められたタスク、学ぶよう求められた項目といった事物についての人の見方がその人自身がそれらをどう概念化するかに強く依存しているということである」
その後さらに議論が行われ、マンマシンインタフェースやユーザビリティにこの考え方を応用するようになった。例えばドナルド・ノーマンの研究や Steve Krug の著書『超明快 Webユーザビリティ: ユーザーに「考えさせない」デザインの法則』（英語: Don't Make Me Think）がある。Walter Kintsch と Teun A. van Dijk は「シチュエーションモデル (situation model)」という用語を使い（1983年の著書 Strategies of Discourse Comprehension）、会話におけるメンタルモデルの関連を示した。

### 研究者
- Ruth Byrne
- Dedre Gentner
- Philip Johnson-Laird
- Stephen J. Payne, インターネットアーカイブ版
- Walter Kintsch
- Teun A. van Dijk
- Norbert M. Seel

### ソフトウェア
- CONSIDEO MODELER
- SIMGUA
- STELLA / iThink
- VENSIM